# DuPont
E. I. du Pont de Nemours and Company, szerzej znany jako DuPont – jeden z największych koncernów chemicznych na świecie. Spółka publiczna notowana na New York Stock Exchange. Firma została założona w czerwcu 1802 roku i zajmowała się produkcją czarnego prochu.
Jej założycielem był Éleuthère Irénée du Pont de Nemours, syn Pierre’a Samuela – najpierw osobistego sekretarza króla Stanisława Poniatowskiego, a później długoletniego sekretarza polskiej Komisji Edukacji Narodowej.
Firma rozwijała się w Brandywine Creek niedaleko Wilmington w amerykańskim stanie Delaware. DuPont rozwijał się przez cały XIX wiek, inwestując w przemysł chemiczny. Złota era tego koncernu nastała w XX wieku. Jego naukowcy jako pierwsi wytworzyli takie materiały jak nylon, teflon oraz kevlar. Swój sukces może zawdzięczać komisarzowi ds. leków w USA, Harry’emu J. Anslingerowi, korzystającemu ze wsparcia magnata prasy brukowej Williama Randolpha Hearsta, który rozpętał masową histerię na temat marihuany, całkowicie delegalizując konopie – roślinę włóknistą o wszechstronnym zastosowaniu. Anslinger działał na zlecenie spółki DuPont, która widziała realne zagrożenie dla swojego rozwoju w konopiach.
DuPont odegrał kluczową rolę w rozwoju nowoczesnych materiałów polimerowych, jednak jego działalność była również powiązana z poważnymi przypadkami zanieczyszczenia środowiska chemikaliami z grupy PFAS, stosowanymi m.in. przy produkcji teflonu. Firma przez wiele lat zatajała własne badania naukowe w zakresie szkodliwości stosowanych chemikaliów oraz utrudniała stworzenie regulacji, które zabroniłby zrzucania szkodliwych chemikaliów z ich fabryk do środowiska.

## Wynalazcy pracujący dla firmy DuPont
- Wallace Hume Carothers
- Stephanie Kwolek
- Charles Pedersen
- Roy J. Plunkett

## Produkty wynalezione i opatentowane przez DuPont
- Appeel
- Aramid
- Cordura
- Corian
- Coolmax
- Delrin
- Freon
- Kevlar
- Krytox
- Lycra
- Neopren
- Nomex
- Nylon
- Teflon

## Oskarżenia
Spółka jest oskarżana o wywoływanie chorób u pracowników oraz okolicznych mieszkańców, powstałych w wyniku kontaktu z substancjami używanymi przy produkcji teflonu, a także o wywieranie negatywnego wpływu na środowisko. Problemy te związane są z różnymi chemikaliami z grupy PFAS, w szczególności początkowo z C8 (lub PFOA), a później m.in. GenX.
Odnaleziono utajnione badania firmy, które wskazują, że już w 1961 roku szef działu toksykologii przygotował raport wykazujący, że C8 powoduje problemy z wątrobą u szczurów. Utajniony wówczas raport z 1970 roku mówił o tym, że C8 jest „wysoce szkodliwy w formie wziewnej oraz toksyczny w formie doustnej”. Kolejne badania firmy, nadal zatajane, wykazały m.in. problemy z wątrobą u większości pracowników DuPont, wpływ chemikaliów na choroby oczu i owrzodzenia u szczurów, śmierć psów, podwyższony poziom PFAS u ciężarnych pracownic fabryk i ich dzieci oraz wady wrodzone u dzieci pracowników.
Dopiero w 2000 roku amerykańska agencja ochrony środowiska EPA rozpoczęła proces wycofywania C8 z rynku. Było to możliwe dopiero na podstawie niezależnych badań, ponieważ DuPont przez 39 lat nadal ukrywał negatywne wyniki własnych analiz. Późniejsze śledztwa wykazały, że oprócz zatajania badań, istnieją silne przesłanki wskazujące na to, że DuPont i spółka córka „Chemours” aktywnie utrudniały stworzenie regulacji, które zakazałyby zrzucania szkodliwych chemikaliów z ich fabryk do środowiska, mimo posiadania wiedzy o ich szkodliwości dla ludzi. Nawet w latach 20. XXI wieku firma nadal próbuje wydzielać kolejne spółki córki, aby uniknąć płacenia odszkodowań.